# Sprachen Georgiens
Das multiethnische Georgien ist ein Land des seit dem Altertum als völker- und sprachenreich bekannten Kaukasus. Viele Volksgruppen leben in abgelegenen Gebieten und sprechen nur ihre eigene Sprache. Insgesamt werden heute in Georgien 20–30 Sprachen aus sechs verschiedenen Sprachfamilien gesprochen.

## Amtssprache Georgisch

Wichtige ethnische Gruppen (Nationalitäten) in der Kaukasusregion.

Amtssprache Georgiens ist das Georgische, das von etwa 4 Millionen Menschen gesprochen wird. Es gehört zur südkaukasischen Sprachfamilie und besitzt seit dem 5. Jahrhundert ein eigenes Alphabet. Über 80 % der georgischen Staatsbürger (3,22 Mio. von 3,71 Mio. Einwohnern im Jahr 2014) werden als ethnische Georgier klassifiziert, wozu in Georgien traditionell (seit dem Mittelalter über die Neuzeit und sowjetische Zeit bis heute) alle Sprecher südkaukasischer Sprachen gezählt werden, auch die etwa 500.000 Mingrelier, die ca. 25.000 Swanen und die (auf georgischer Seite der Grenze) etwa 2000 Lasen (vgl. nebenstehende Karte), weil sie neben ihren eigenen Sprachen auch Georgisch als gemeinsame Schriftsprache beherrschen und wegen der Zugehörigkeit zur georgisch-orthodoxen Kirche.

## Andere bedeutende Landessprachen
Weitere bedeutende Sprachen des Landes sind das ebenfalls südkaukasische Mingrelische (500 Tsd. Sprecher), das indogermanische Armenische (450 Tsd. Sprecher), Russisch (die Sprecherzahl ist seit 1991 stark zurückgegangen), die Turksprache Aserbaidschanisch (etwa 300 Tsd. Sprecher), das zum Westkaukasischen zählende Abchasische und die ostiranische Sprache Ossetisch (letztere haben jeweils rund 100 Tsd. Sprecher).
Sprachen in Georgien mit mind. 100.000 Sprechern:
- Georgisch   4 Mio., Südkaukasisch (Kartwelisch)
- Mingrelisch   500 Tsd., Südkaukasisch (Kartwelisch)
- Armenisch   450 Tsd., Indogermanisch
- Russisch   400 Tsd., Indogermanisch, Slawisch
- Aserbaidschanisch   300 Tsd., Turkisch
- Abchasisch   100 Tsd., Westkaukasisch
- Ossetisch   100 Tsd., Indogermanisch, Iranisch

## Klassifikation der in Georgien gesprochenen Sprachen
Die Sprachen Georgiens gehören zu sechs verschiedenen Sprachfamilien. Drei davon – Südkaukasisch, Westkaukasisch und Ostkaukasisch – gelten als autochthone Kaukasussprachen. Diese drei Gruppen sind nach heutiger Auffassung nicht miteinander verwandt. Zu den drei anderen Sprachfamilien – Indogermanisch, Turkisch und Afroasiatisch – gehören die Sprachen, deren Träger erst später in den Kaukasus eingewandert sind (Armenier schon seit dem 7. vorchristlichen Jahrhundert). Die folgende Klassifikation beschreibt die Verwandtschaftsverhältnisse und Sprecherzahlen aller in Georgien gesprochener Sprachen.
Hinweis zu den Sprecherzahlen: Sie beziehen sich ausschließlich auf die Sprecher dieser Sprachen in Georgien. "S2" umfasst Muttersprachler und Sprecher, die diese Sprache erlernt haben.

Verbreitungsgebiet Südkaukasischer (Kartwelischer) Sprachen, deren Sprecher in Georgien traditionell alle zur Ethnie der Georgier gezählt werden.

- Südkaukasisch (Kartwelisch) Insgesamt 4.5 Mio Sprecher in Georgien
  - Kartuli
    - Georgisch (Kartuli, Grusinisch) (4 Mio. Sprecher, S2 5 Mio.)
      - Dialekte: Imeretisch, Letschchumisch, Gurianisch, Adscharisch, Imerchev (in der Türkei), Kachetisch, Ingilo (in Aserbaidschan), Tusch, Chevsur, Mochev, Pschav, Mtiul, Feredjan (im Iran), Mes'chur-Dschawachuri. Judäo-Georgisch.

  - Sanisch
    - Mingrelisch (500.000)
    - Lasisch (Tschanisch) (2.000, wesentlich mehr in der Türkei)

  - Swanisch
    - Swanisch (15–30.000)

- Westkaukasisch Insgesamt 100.000 Sprecher in Georgien
  - Abchasisch-Abasinisch
    - Abchasisch (100.000) Dialekte: Bzyb, Abschui, Samurzakan.

- Ostkaukasisch Insgesamt 10.000 Sprecher in Georgien
  - Nachisch
    - Batsisch (Bats) (3.500)
    - Tschetschenisch (einige Tsd. Flüchtlinge und Dialekt der seit längerem ansässigen Kisten)

  - Dagestanisch
    - Lako-Darginisch
      - Lakisch (rund 1.000)

    - Awaro–Ando–Didoisch
      - Awarisch
        - Awarisch

      - Didoisch seit den 1920er Jahren ethnisch zu den Awaren gezählt
        - Beschtinisch
        - Hunsibisch

    - Lesgisch
      - Lesgisch (4.000)
      - Udisch (Udi) (1.000)

- Indogermanisch Insgesamt 700.000 (mit S2 1.2 Mio) Sprecher in Georgien
  - Armenisch
    - Armenisch (450.000)

  - Iranisch
    - Nordost
      - Ossetisch (100.000)   Dialekte: Digor, Tagaur, Kurtat, Allagir, Tual, Iron.

    - Nordwest
      - Kurmandschi (Nord-Kurdisch) (40.000)

  - Indoarisch
    -       - Romani

  - Griechisch
    - Griechisch (150.000)

  - Slawisch
    - Russisch (S2 400.000)
    - Ukrainisch (S2 50.000)

  - Romanisch
    - Moldawisch

- Turkisch Insgesamt 400.000 Sprecher in Georgien	
  - Oghusisch
    - Aserbaidschanisch (300.000)
    - Urumisch (100.000) (Türkischer Dialekt, gesprochen von ethnischen Griechen)
    - Türkisch (Osmanisch) (3.000)

  - Kiptschakisch
    - Tatarisch (3.000)
    - Jüdisch-Krim-Tatarisch (wenige Sprecher)

- Finnisch-Ugrisch
  -     - Estnisch

- Afroasiatisch Insgesamt nur noch 4.000 Sprecher in Georgien
  - Semitisch
    - Aramäisch
      - Bohtan-Neuaramäisch (rund 1.000)
      - Aisor (Assyrisch-Neuaramäisch) (rund 3.000)

Die Sprecherzahlen entstammen Ethnologue (5. Auflage 2005), dem Fischer Weltalmanach 2006 und der Fachliteratur zu den einzelnen Sprachfamilien. Die Klassifikation basiert auf dem unten angegebenen Weblink. Fettdruck kennzeichnet die Sprachfamilien und ihre Zweige (es werden nur die Zweige angegeben, zu denen in Georgien gesprochene Sprachen existieren).

## Weblink
- Ernst Kausen: Die Sprachen Georgiens und ihre Klassifikation. (MS Word; 40 kB)